# Gavril Olteanu
Gavril Olteanu (1888 - 1946) a fost liderul unui grup paramilitar român, parte a Gărzilor lui Maniu în timpul celui de-al Doilea Război Mondial, care a devenit cunoscut pentru uciderea și deportarea etnicilor maghiari din Transilvania.
Olteanu s-a născut la Târgu Mureș în 1888. După ce Transilvania de Nord a fost cedată Ungariei în urma celui de-al doilea arbitraj de la Viena, Gavril Olteanu s-a mutat la Brașov, unde a preluat comanda unei unități paramilitare a Gărzii de Fier. În timpul celui de-al Doilea Război Mondial, această unitate a activat în județele Trei Scaune, Ciuc, Odorhei și Mureș.
În urma loviturii de stat a Regelui Mihai din 23 august 1944, România și-a schimbat alianța de la puterile Axei la Aliați. La începutul lunii septembrie 1944, forțele sovietice și române au intrat în Transilvania, au cucerit orașele Brașov și Sibiu și s-au confruntat în bătălia de la Turda cu unități ale Armatei a 2-a maghiare și ale Armatei a 8-a germane. La 26 septembrie 1944, ca represalii împotriva atacurilor asupra unor trupe române, membrii Gărzii paramilitare Maniu conduse de Olteanu au masacrat un număr de civili maghiari în satul Aita Seacă; 9 au fost împușcați, 2 au fost decapitați, iar 2 au murit ulterior din cauza rănilor. Alte astfel de incidente au avut loc în Sândominic, Huedin, Aghireș și în alte localități din jurul Transilvaniei.
La cererea reprezentanților sovietici ai Comisiei Aliate de Control din România, Andrei Vișinski și Vladislav Vinogradov, autoritățile române au desființat Garda lui Maniu, l-au arestat pe Olteanu și l-au condamnat la închisoare. A murit la penitenciarul Aiud la sfârșitul anului 1946; unele surse susțin că a fost ucis, în timp ce altele susțin că s-a sinucis prin ingerarea de stricnină.